# Caro Kolb
Carolina Wilhelmina Frederika (Caro) Kolb (Den Haag, 24 augustus 1883 – Vries, 30 juni 1955) was een Nederlands sopraan. Ze had een korte loopbaan.

## Biografie
Ze was dochter van Cornelia Frederika Hamel en Heinrich Friedriech Kolb, referendaris aan het Ministerie van Financiën. Zelf trouwde ze als concertzangeres in 1908 met Johannes Dirk van Staaldujjnen, klerk aan het technische bureau van het Ministerie van Koloniën. Het was geen gelukkig huwelijk, want een jaar later volgde een echtscheiding en in 1910 hertrouwde ze met (kandidaat)notaris Abraham Wassenbergh. Dochter Eleonora Emma Wassenbergh was jarenlang werkzaam voor de Rijksgebouwendienst en werd daarvoor benoemd tot ridder in de Orde van Oranje-Nassau.    
Van haar opleiding is bekend dat ze leerling was van Marie Bol en Aaltje Noordewier-Reddingius aan het Haags Conservatorium. Ze had een vliegende start, ze stond 25 augustus 1908 nog als leerlinge met een liederenavond in het Scheveningse Kurhaus. Één van haar eerste optredens als getrouwde vrouw was in december 1909 en wel op  “niveau”. Ze zong mee in Die Jahreszeiten van Joseph Haydn, overige uitvoerenden waren Gerard Zalsman, Jac. van Kempen en de Rotterdamsche Orkest Vereeniging met koor onder leiding van Georg Rijken.  Na haar tweede huwelijk vestigde ze zich samen met haar man, die de politiek niet schuwde (gemeenteraadslid etc.), meest in de landelijke provincies, ze verdween daarmee als zangeres toch min of meer uit beeld. Toch zong ze af en toe nog in het westen, zoals in juli 1916 met het Residentie Orkest onder leiding van Rhené Batôn, opnieuw in het Kurhaus. In de jaren dertig kwam ze na een kortstondig verblijf op Aruba, waar ze ook zong, terug naar Den Haag.
Ze overleed in Vries met de aantekening “zanglerares wonende te 's Gravenhage”; de aangifte werd gedaan door een hotelhouder. Ze werd in stilte gecremeerd.